# Храм Асклепия (Рим)

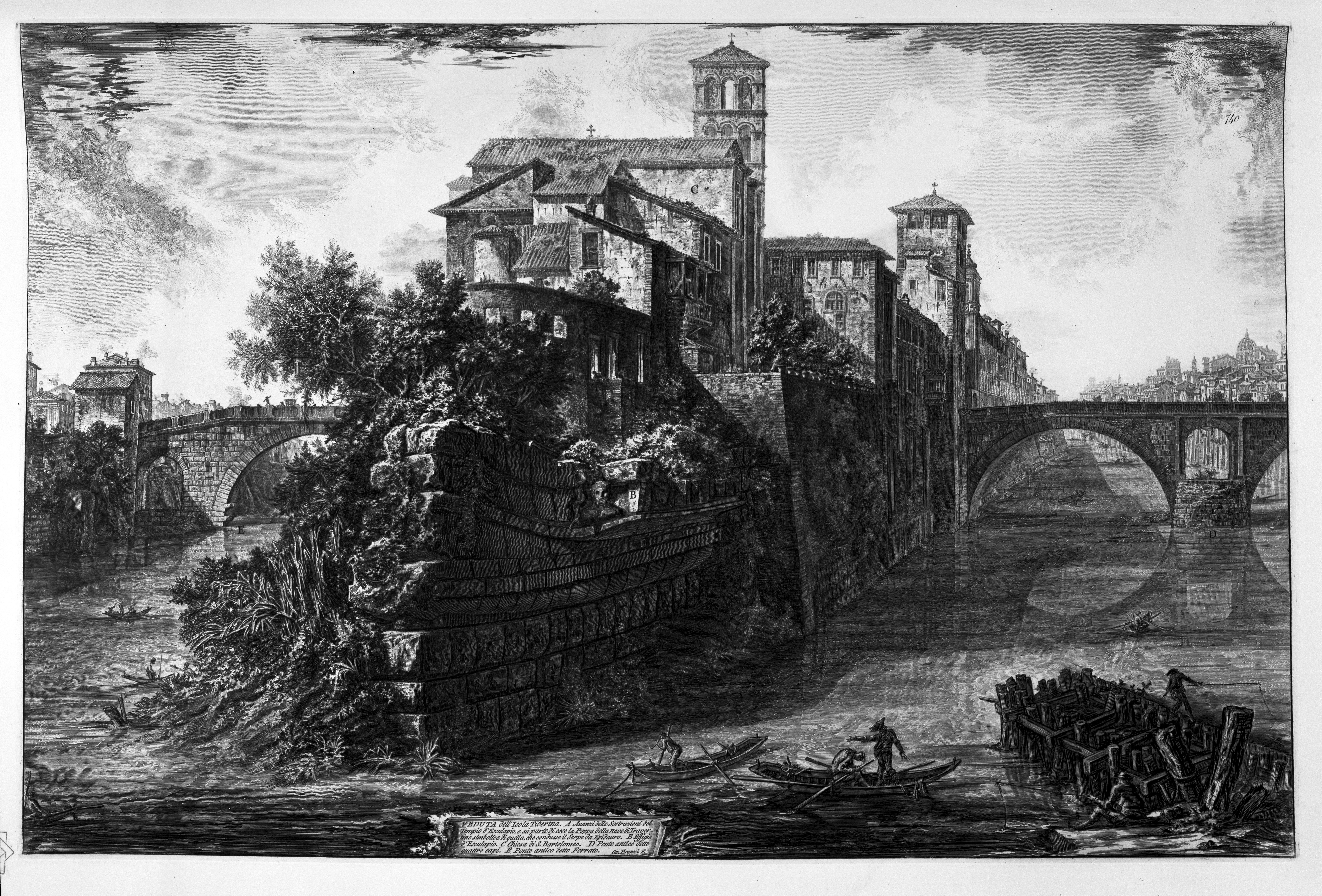
Вид острова Тиберина, литография Джованни Пиранези

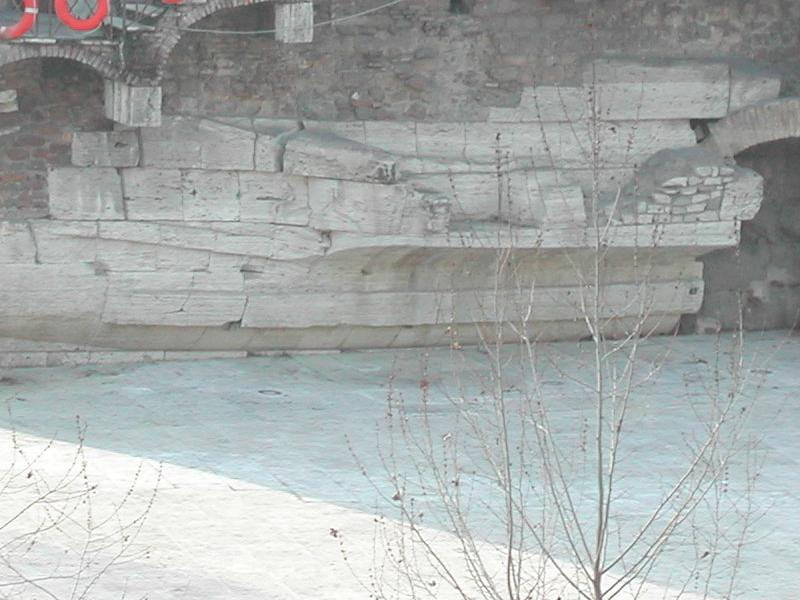
Руины храма на острове Тиберина

Храм Асклепия ― ныне утраченное древнеримское культовое сооружение, посвящённое древнегреческому богу врачевания Асклепию. Располагалось на острове Тиберина в Риме. 

## История
Изначальный Храм Асклепия был построен между 293 и 290 гг. до н.э. и был посвящен в 289 г. до н.э. Согласно легенде, чума обрушилась на Рим в 293 г. до н.э., вынудив Сенат издать распоряжение о постройке храма Асклепию (римляне латинизировали его имя как «Эскулап»). Обратившись к Книгам Сивилл и получив положительный ответ от жрецов, делегация римских старейшин была отправлена в Эпидавр в Греции, известный своим святилищем Асклепия, чтобы получить его статую и принести её в Рим.
Легенда также гласит, что во время умиротворяющих обрядов, большой змей (один из атрибутов бога) выскользнул из святилища и спрятался на римском корабле. Уверенные, что это было знаком благосклонности Бога, римская делегация быстро вернулась домой, где чума всё ещё бушевала. Когда они оказались на реке Тибр и собирались уже войти в Рим, змея выползла из корабля и исчезла из виду на острове, отметив место, где должен был быть построен храм. Работа над храмом началась немедленно и он был посвящён Асклепию в 289 году до нашей эры. Вскоре после этого чума закончилась.
В память об этом событии передняя часть острова была также перестроена, чтобы походить трирему. Обелиск отмечал центр острова перед храмом, чтобы он напоминал мачту, в то время как блоки из травертина были размещены по краям, чтобы быть похожими на нос и корму. Здесь же был организован приют для больных, о чём свидетельствуют несколько надписей, сделанных излечившимися людьми.
Если храм и всё ещё использовался в IV и V веках, он должен был быть закрыт во время гонений на язычников в поздней Римской империи.